# Giacomo Fogliano
Giacomo Fogliano, né en 1468 et mort le 10 avril 1548, est un compositeur, organiste, claveciniste et professeur de musique italien de la Renaissance, actif principalement à Modène. Il a composé des frottole puis des madrigaux, ainsi que quelques pièces de musique sacrée et instrumentales.

## Biographie
Giacomo Fogliano est le frère aîné du musicologue et compositeur Lodovico Fogliano (1475-1542). Giacomo est né à Modène, où il a passé l'essentiel de sa carrière. On ne connaît que les grandes lignes de sa vie, néanmoins ses années d'activité et au moins un de ses voyages sont documentés. Dans sa jeunesse, il est loué pour sa maîtrise de plusieurs instruments, parmi lesquels l'orgue et le clavecin. Il devient d'ailleurs organiste à la cathédrale de Modène en 1479, à l'âge exceptionnel de onze ans. Il figure dans les registres de la cathédrale en tant que maestro di cappella, également à partir de 1479, jusqu'en 1497. Il disparaît alors des archives, pour y réapparaître à partir de 1504, en qualité de maestro di cappella et d'organiste, postes qu'il conservera jusqu'à sa mort en 1548.
Il se peut qu'entre 1497 et 1504 il ait séjourné à Sienne, où il a été associé à un individu homonyme figurant dans une archive de la ville datée de 1498.
Sa première composition publiée est une frottole, qui figure dans une des premières impressions d'Ottaviano Petrucci en 1502 à Venise.
Fogliano enseignait également la musique ; on compte parmi ses étudiants Giulio Segni, à qui il enseigna de 1512 à 1514 l'orgue et le clavecin.
À la fin de sa carrière, en 1543, Fogliano se rend à Parme afin d'inspecter l'orgue qui venait d'y être installé.
La cathédrale de Modène possède une plaque commémorative en son honneur.
À l'époque de Fogliano, Modène était sur le territoire de la Maison d'Este, dont l'épicentre se situait à Ferrare. Contrairement à cette dernière, Modène, qui n'était pas le siège d'une cour, n'a pas été un grand centre d'écriture musicale, néanmoins le Chapitre de la Cathédrale restait très au fait de l'actualité de la musique polyphonique, en constituant une collection d'ouvrages. Fogliano y était alors maestro di cappella. Le cardinal Giovanni Girolamo Morone, un des principaux réformateurs du concile de Trente, débutait alors la simplification des polyphonies afin d'en rendre les textes intelligibles aux fidèles. La majeure partie des compositions de Fogliano est néanmoins antérieure,.

## Œuvre et influence
De l'ensemble de son œuvre, nous sont parvenus trois motets, deux laude, treize frottole (dont une attribuée par une source à Bartolomeo Tromboncino), vingt-neuf madrigaux, et quatre ricercare pour clavier. Que l'une de ses frottole, Segue cuor e non restare, ait été publiée par Petrucci seulement un après la mise au point de l'impression de la musique témoigne de l'estime qui était portée à sa musique. Alfred Einstein, dans son The Italian Madrigal, décrit ce même frottole comme « remarquablement délicat » (« remarkably awkward »). Deux autres frottolas, publiées par Petrucci comme anonymes, ont depuis été attribuées à Fogliano.
Fogliano a vraisemblablement composé la plupart des frottole vers 1500, période d'apogée de cette forme musicale. Ses frottole en suivent le schéma classique, à quatre voix, à la texture homophonique simple, la mélodie étant portée par la voix la plus haute.
Fogliano a composé des madrigaux à partir du milieu des années 1530, les œuvres individuelles ne pouvant être datées précisément. Il a publié sa collection de madrigaux, à cinq voix, en 1547. La plupart d'entre elles sont stylistiquement très proches des frottole qu'il avait publiées au début du siècle, certaines néanmoins sont polyphoniques, à l'instar des motets. Il a de plus écrit quelques madrigaux à trois voix. L'un figure dans une anthologie de madrigaux à trois voix (qui inclut des madrigaux de Jacques Arcadelt et de Costanzo Festa) imprimée par Andrea Antico à Rome et datée de 1537. Deux autres madrigaux, anonymes, figurant dans cette anthologie, peuvent vraisemblablement lui être attribués.
Fogliano a manifestement composé ses motets et ses laude au début du XVIe siècle, à l'intention probable des chanteurs de la cathédrale. Ils sont relativement simples par rapport à d'autres œuvres similaires et contemporaines émanant d'autres foyers musicaux, et sont donc à la portée d'amateurs ou de musiciens peu expérimentés. La chorale de Modène, du fait de la situation de la ville, n'atteignait probablement pas la virtuosité de leurs semblables d'autres cités telles que Venise et Ferrare, et ces compositions étaient ainsi tout à fait adaptées.
Les ricercare pour clavier, composées dans les années 1520 et 1530, comptent parmi les plus anciens connus. Ils sont contrapuntiques, à l'image de la musique vocale contemporaine, mais leur motif est plus court. Ils comportent quelques ostinatos, précurseurs des pratiques musicale à venir dans le courant du siècle. Quatre de ces pièces nous sont parvenues et ont été publiées dans les années 1940, à Milan, dans I classici musicali italiani.